# السيد إبراهيم (فلم)
السيد إبراهيم فرنسية، Monsieur Ibrahim، (
تنطق بالفرنسية: [məsjø ibʁaim e le flœʁ dy kɔʁɑ̃], (العنوان الكامل: السيد إبراهيم وأزهار القرأن)، فيلم فرنسي انتج عام 2003، بطولة عمر الشريف، وإخراج فرانسوا دوبيرون، أخذ الفيلم من الرواية التي تحمل نفس الاسم، للروائي الفرنسي إريك إيمانويل شميت.

## الفيلم
تدور الأحداث في حي للطبقة الكادحة الباريسية، في ستينيات القرن الماضي، حول الصبي اليهودي موسى، أو (مومو) كما يناديه والده. افتتن الصبي بمسن مسلم يمتلك متجر صغير، حيث كان مومو ينشل منه، تتنامى العلاقة بين مومو والسيد إبراهيم، خصوصا بعد أن تركه والده، وكانت والدته قد تركتهما سابقا، عندما كان موسى صغيرا، يتبنى السيد إبراهيم مومو ويصحبه لرحلة في الهلال الذهبي حيث ينتمي، ليموت السيد أثر حادث سير في تركيا، ويرث مومو المحل.

## تمثيل
- السيد إبراهيم - عمر الشريف
- مومو - بيير بوولنجر
- والد مومو - جيلبرت ملكي
- والدة مومو - إيزابيل أدجاني
- مريام - لولا نايمارك
- سيلفي - ان سواريز
- فاتو - ماتا قيفن
- إيفا - سيلين سامي

## جوائز
جائزة سيزر (الأوسكار الفرنسي)، أفضل ممثل عام 2004 لعمر الشريف.
مهرجان شيكاغو السينمائي، هوغو الفضي لبيير بلانقيه عن أفضل أداء رجالي.
مهرجان البندقية السينمائي، جائزة الجمهور لممثل العام لعمر الشريف 2003.
رشح لعدة جوائز منها أفضل فيلم أجنبي لجوائز القولدن قلوب، في عام 2004.

## وصلات خارجية
- مقالات تستعمل روابط فنية بلا صلة مع ويكي بيانات